# Hermann Trommsdorff
Christian Wilhelm Hermann Trommsdorff (* 24. September 1811 in Erfurt; † 3. Juli 1884 ebenda) war ein deutscher Apotheker, Unternehmer und Chemiker.

## Leben und Wirken
Er war der jüngste Sohn des berühmten Pharmazeuten Johann Bartholomäus Trommsdorff. Er wurde ebenfalls Apotheker und besaß eine zu seiner Zeit berühmte chemische Fabrik in Erfurt, die ihre chemischen Präparate weltweit verschickte. Die Fabrik entstand 1841/42. Eine Filiale im nahe Erfurt gelegenen Gispersleben entstand 1871/72. Trommsdorff war zu seiner Zeit ein Konkurrent von Merck (bei dem er auch gelernt hatte und Assistent gewesen war). In den 1860er Jahren versuchte Trommsdorff das Frankreichgeschäft von Merck in offenem Wettkampf zu übernehmen. Es entwickelte sich aber keine Feindschaft und als Tromssdorff schwer erkrankte half ihm Carl Merck gelegentlich mit Produkten aus, die Trommsdorff nicht produzieren konnte.  Nach dem Tod von Trommsdorff fiel die Fabrik nach Erbstreitigkeiten in fremde Hände und erlebte einen Niedergang, bevor sie 1892 von Merck übernommen wurde.
Bekannt ist er auch als ein Pionier der Photochemie, als er 1834 entdeckte, dass Kristalle des aus Pflanzen gewonnenen Santonin bei Bestrahlung mit Sonnenlicht zersprangen. Der dafür verantwortliche Mechanismus wurde erst 2007 geklärt (nach Lichtabsorption ändern sich Größe und Form der Moleküle im Kristall stark).
Er veröffentlichte auch unter anderem über Sylvinsäure, Gentianin, Amygdalin, Stramonin, chemische Substanzen in der Enzianwurzel, Urson, Brucin, Daturin, Fichtelit, Schillerstoff.
Sein Sohn Hugo war ebenfalls Chemiker und veröffentlichte über Wasserzusammensetzung und Statistik von Wasser und Gewässern sowie zur Maßanalyse organischer Stoffe.